# Villa El Chacay
Villa El Chacay é uma comuna da província de Córdoba, na Argentina.